# Мельничний Потік (доплив Стрию)
Мельничний Потік (пол. Mielniczny Potok) — гірський потік в Україні, у Самбірському районі Львівської області у Галичині. Правий доплив Стрию, (басейн Дністра).

## Опис
Довжина потоку 4 км, найкоротша відстань між витоком і гирлом — 3,79 км, коефіцієнт звивистості потоку — 1,05. Формується багатьма безіменними гірськими струмками. Потік тече у межах Стрийсько-Сянської Верховини (частина Українських Карпат).

## Розташування
Бере початок на західних схилах гори Буківської (998,5 м). Тече переважно на північний схід міщаним лісом понад плоскогір'єм Кічерка (791 м) та через село Коритище і впадає у річку Стрий, праву притоку Дністра.